# قصة الأمس (مسلسل)
قصة الأمس هو مسلسل تلفزيوني مصري من 31 حلقة، من تأليف محمد جلال وإخراج إنعام محمد علي عرض في رمضان 2008. قام في البطولة كل من مصطفى فهمي وإلهام شاهين.

## ملخص القصة
يتناول المسلسل اغتراب الأسرة المصرية للبحث عن المال وأثر ذلك على تماسك الأسرة وعلى مستقبل أبنائهم، من خلال زهرة التي تسافر مع زوجها لإحدى دول الخليج، وحين يصل الأبناء لمرحلة الجامعة، تضطر الأم للعودة بهم إلى مصر.

## الشخصيات
- إلهام شاهين: زهرة بطلة المسلسل
- مصطفى فهمي: المهندس أحمد الشيخ زوج زهرة
- هبة مجدي: مي أبنة زهرة وأحمد
- حسين الصباح: وليد أبن زهرة والمهندس أحمد
- أحمد خليل: د. أبو بكر شهاب والد زهرة
- نيرة عارف
- ميرنا وليد: المهندسة ميرفت وزوجة المهندس أحمد الثانية
- نبيل نور الدين :السفير رأفت الذي كان يحب زهرة
- سميرة عبد العزيز: والدة أحمد الشيخ
- حسام فارس: مروان أخو زهرة
- عفاف رشاد: هدى أخت زهرة
- أحمد مراد: محمد أبن هدي
- عبد الإمام عبد الله أبو عبد الله شريك أحمد بالكويت
- كريم كوجاك: الزوج الأول لميرفت الذي توفي
- أحمد عبد الوارث: والد ميرفت
- عبد السلام دهشان: الدكتور

## فريق العمل
- الإخراج: انعام محمد علي (إخراج) - إبراهيم فخر (مخرج منفذ)
- التأليف: محمد جلال عبد القوى (قصة - سيناريو)
- التصوير السينمائي: عماد وليم (مدير تصوير) - د محمد عسر (مدير الاضاءه) - سامح مكرم (مدير تصوير) - محمد المراكبى (مدير تصوير)
- قسم المونتاج: محمد نبيل (II) (مونتير)
- قسم الموسيقى: خالد جوده (الاحان والموسيقى تصويريه)
- قسم الإنتاج: مدينة الإنتاج الإعلامى (إنتاج) - أيمن ماهر (مدير إنتاج)
- قسم الصوت: سمير زين (مكساج)